# Salins
Salins foi uma comuna da Suíça, no Cantão Valais, com cerca de 987 habitantes. Estendia-se por uma área de 4,1 km², de densidade populacional de 218 hab/km². Confinava com as seguintes comunas: Les Agettes, Nendaz, Sion, Veysonnaz. 
A língua oficial nesta comuna era o Francês.

## História
Em 1 de janeiro de 2013, passou a formar parte da comuna de Sion.